# Trebelno
Trebelno este o localitate din comuna Mokronog - Trebelno, Slovenia, cu o populație de 110 locuitori.